# Covariância de vórtices turbulentos
O método de Covariância de Vórtices Turbulentos ou “Eddy Covariance” (EC) propicia uma medida direta da troca líquida, ou seja, da quantidade absorvida ou emitida de gás carbônico (CO2), vapor d’água e calor entre uma superfície vegetada e a atmosfera. Baseia-se no princípio que o fluxo vertical de uma grandeza (escalar ou vetorial) na camada superficial é proporcional à covariância da velocidade vertical do vento e da concentração da grandeza.
A Figura 1 mostra medidas realizadas com o método de Eddy Covariance para o fluxo de CO2, durante 24 horas, em uma região de floresta. Observa-se que durante os horários da noite o fluxo de CO2 é positivo, graças a respiração da biomassa e a não ocorrência de fotossíntese. Já nos horários diurnos o fluxo é negativo devido principalmente a realização de fotossíntese pelas árvores.

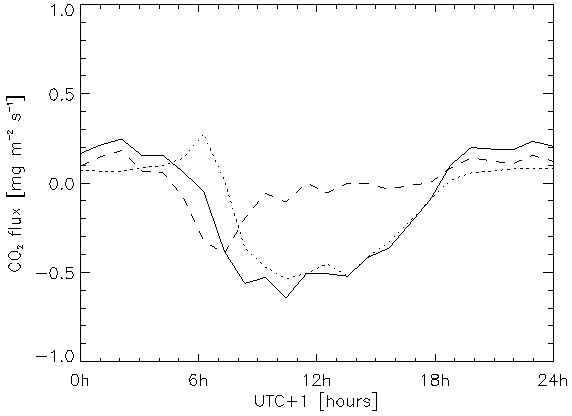
Figura 1: Fluxo de CO2 para um período de 24 horas, medidas obtidas a partir do método de EC.

As primeiras medidas usando esse método foram feitas há aproximadamente 40 anos, mas só recentemente é que os avanços tecnológicos permitiram usá-lo para medidas contínuas, que nos últimos anos vêm fornecendo informações valiosas sobre balanço de carbono (C), a ponto de se poder estimar o seqüestro ou emissão anual para muitos ecossistemas.
A Figura 2 mostra um ecossistema florestal e alguns instrumentos que possibilitaram a utilização da técnica de EC.

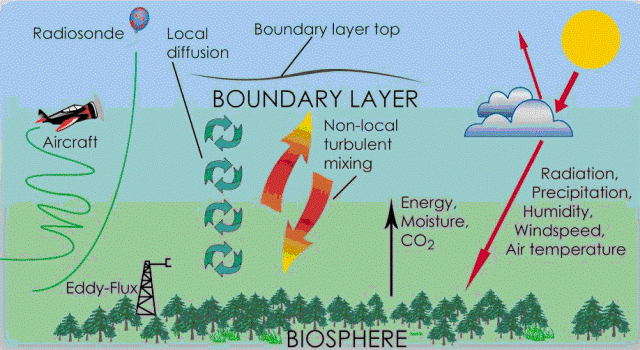
Figura 2: A utilização do método de EC em um ecossistema.

O sistema para medição de EC deve ser composto de um anemômetro sônico, um analisador de gás CO2/H2O de ciclo aberto e um sistema de aquisição, registro e processamento de dados (um conversor/controlador analógico/digital e um computador portátil) (Figura 3).
Quando o equipamento é colocado em uma torre micrometeorológica, o método tem as vantagens que (a) não perturba o meio ambiente; (b) obtém uma média espacial do fluxo para uma área que, dependendo da rugosidade da superfície, da altura do ponto de medida e da homogeneidade do terreno, pode se estender de 200-800 m do ponto de medida (footprint) e (c) pode ser usado para obter um registro contínuo, a longo prazo, do fluxo. O método do EC mede a resposta do ecossistema (sazonal e anual) às variações ambientais de curto prazo (de hora em hora) e de longo prazo, fornecendo informações valiosas nos processos que controlam a troca de CO2 e de vapor d’água, bem como a sensibilidade do ecossistema à variabilidade do clima.
Embora os estudos do EC sejam geralmente bem sucedidos, existem alguns problemas que devem ser resolvidos. O principal é que, mesmo durante o dia, em que as condições de medida são geralmente ideais, o fechamento completo do balanço de energia, não está sendo alcançado. Na maioria dos locais, a soma dos fluxos de calor latente e sensível é aproximadamente 80-90% do fluxo disponível de energia. Isto sugere que os fluxos de CO2 durante o dia podem estar sendo subestimados.